# Sīra Banī Hilāl

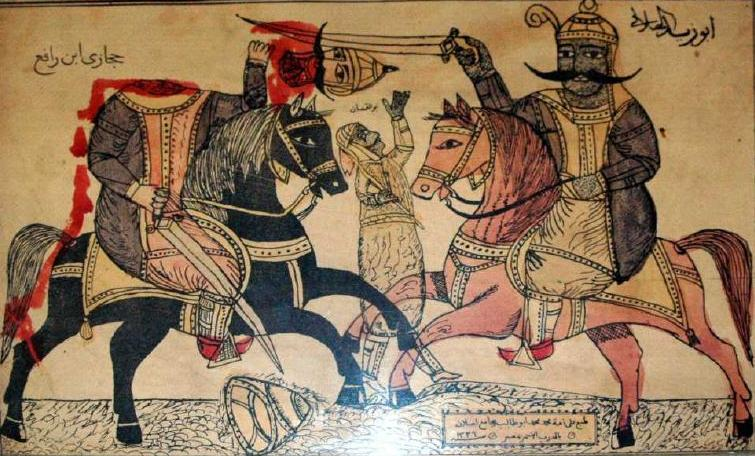
Abu Zayd al-Hilali (a destra) taglia la testa di Hegazi ibn Rafe'

Al-Sirah al-Hilaliyyah (in arabo السيرة الهلالية‎?, as-Sīra al-Hilāliyya, "Cronaca degli al-Hilali"), noto anche come Sirat Bani Hilal (سيرة بني هلال Sīra Banī Hilāl ) o al-Hilali, è un poema epico orale arabo, basato su eventi storici realmente accaduti nel corso dell'XI secolo. Racconta la storia del viaggio della tribù beduina dei Banu Hilal dalla regione di Najd in Arabia, fino a Tunisia e Algeria passando per l'Egitto. 
I Banu Hilal dominarono il Nord Africa centrale per oltre un secolo prima di essere annientati dagli Almohadi. L'epopea è fortemente basata sulla tradizione orale e non fu trascritta fino a tempi relativamente recenti, rendendo impossibile stabilire una data precisa di composizione. 
Sirat Bani Hilal è oggi l'unica epopea della tradizione popolare araba ancora eseguita nella sua forma musicale integrale, a differenza della dozzina di grandi poemi epici orali sviluppatisi tra il Medioevo e il XIX secolo. La versione più estesa contiene circa un milione di versi e richiederebbe circa 100 ore di esecuzione continua.
Un tempo diffusa in tutto il Medio Oriente, l'epopea è oggi rappresentata solo in Egitto . Nel 2008 è stata inserita nella Lista Rappresentativa del Patrimonio Culturale Immateriale dell'Umanità dell'UNESCO .

## Contesto storico
L'evento narrato in Taghribat Bani Hilal si rifà al momento in cui la dinastia degli Ziridi si staccò dall'impero fatimide nell'XI secolo. Le prime fonti raccontano come il califfo fatimide inviò i Banu Hilal nelle terre del Nord Africa centrale per punire gli Ziridi perla loro ribellione. Alcuni storici occidentali respingono invece queste motivazioni politiche dubitando che le migrazioni fossero davvero dovute a ragioni politiche, enfatizzando invece le motivazioni sociologiche e climatiche.
L'epopea è arrivata a rappresentare un mito fondamentale per l'identità araba nel Nord Africa e per la diffusione dell'Islam attraverso il Sahara, influenzando il patrimonio culturale dei paesi dell'estremo sud fino agli stati del Sahel come il Mali e il Niger.
L'epopea, rappresentata fin dal XIV secolo, è narrata in versi da diversi cantori seguiti da un accompagnamento musicale fatto con uno strumento a percussione. Il racconto è un mix di letteratura e musica che riflette in esso la storia popolare araba, i costumi, le credenze, il simbolismo e le tradizioni tanto che proverbi ed enigmi derivati dall'epica fanno spesso parte della conversazione quotidiana in molte zone del Medio Oriente. Alcuni dei personaggi di spicco dell'epopea includono Abu zed al-Hilaliy, El Zenaty Kalepha e Zayab Ibn Ganem. L'Al-Sirah Al Hilaliyyah contiene temi come il coraggio, l'eroismo, l'onore, la vendetta, la guerra e il romanticismo. Colloca eventi di una storia rievocata e trasmessa oralmente nei loro contesti sociali e storici originali ed è un'importante testimonianza di costumi, pratiche, cibo, abbigliamento e stili di vita di queste comunità nel tempo.

## L'epopea

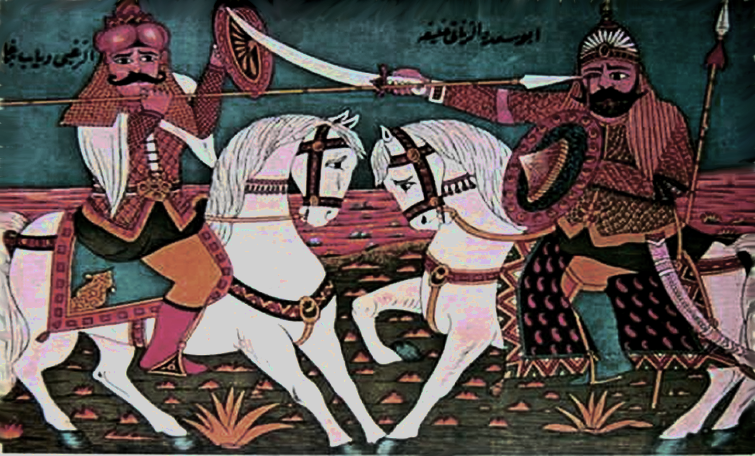
Incisione egiziana Dhiab bin Ghanim contro Zanati Khalifa

La vicenda della nascita del leader Hilali Abu Zayd al-Hilali, qui semplicemente "Abu Zayd", è la seguente: sua madre, sterile per undici anni, prega presso una sorgente magica e invoca un uccello nero nella speranza che possa rimanere incinta, dicendo "Dammi un ragazzo come questo uccello, / Nero come questo uccello". La sua richiesta viene presa alla lettera tanto che suo figlio nasce con la pelle nera e per questo lui e sua madre vengono scacciati dalla sua gente. Nell'epica araba avere la pelle nera è considerato segno di status servile, ma poiché di sangue nobile egli si dimostra essere un guerriero nato. Il destino di Abu Zayd è quello di unire tutte le tribù beduine affinché possano conquistare il Maghreb, ma prima di poterlo fare deve sconfiggere due nemici: Khatfa, un leader ebreo, e Handal, un malvagio re musulmano. Centrale nella storia è anche la figura di Su'da, una principessa berbera che tradisce il suo popolo e si innamora di un arabo.
Il rivale di Abu Zayd è Khalifa al-Zanati, l'eroe della tribù di Zenata . La guerra tra gli arabi Banu Hilal e i berberi Zenata è il tema principale della Sira intitolata ad Abu Zeid. Un altro personaggio presente nell'epopea è Shehta (شحتة).

## Storia della sua diffusione
La Sira veniva inizialmente trasmessa oralmente e tramandata di generazione in generazione, spesso sotto forma di poesia tramite bardi, e poi tramandata successivamente in molte varianti.
Il poeta e scrittore egiziano Abdel Rahman el-Abnudi ha realizzato una raccolta esaustiva delle diverse versioni della Sira, viaggiando dall'Egitto alla Libia alla Tunisia per documentare le varianti dell'epopea.
L'epopea è stata narrata da narratori nei caffè fino al XX secolo, proprio come la biografia di Baibar.

## Lo spettacolo di Hilali
Gli artisti Hilali provengono da famiglie specifiche per le quali un tempo queste esibizioni erano l'unica fonte di reddito. Gli artisti iniziano spesso il loro apprendistato all'età di cinque anni e la loro formazione dura almeno dieci anni. Nel corso di questo percorso di formazione impegnativo i poeti perfezionano la memoria, le abilità nel canto e nel suonare gli strumenti imparando anche l'arte del commento estemporaneo per intrecciare le trame tradizionali con storie inerenti la contemporaneità. Tradizionalmente, l'Al-Sirah Al-Hilaliyyah viene eseguita in occasione di eventi sociali e privati come matrimoni, cerimonie di circoncisione e riunioni private e le esibizioni spesso durano tra le 50 e le 100 ore.
Le esibizioni Hilali hanno accompagnamenti musicali per lo più di strumenti in legno. Questi includono strumenti a corda come il rababa (il violino arabo) e lo smsmiyya ( tampura ), strumenti a fiato come salamiyyah, zummarah, mizmar, arghul e nay (un flauto aperto) e strumenti a percussione come la tabla e il tamburello .

## Rilevanza culturale in Egitto
Al-Sirah Al-Hilaliya fonde musica antica e moderna con canti e danze delle attuali tribù dell'Egitto. L'Hilali ha quindi un'influenza considerevole nel plasmare la visione di queste comunità, la loro accettazione o rifiuto di idee e innovazioni e aiuta a integrare i cambiamenti associati allo sviluppo e alla modernizzazione in queste società.

## Minacce alla sua sopravvivenza
Oggi sono pochissimi i poeti popolari che conoscono Al-Sirah Al-Hilaliya nella sua interezza e, dati i cambiamenti socioeconomici in Egitto e l’assalto della globalizzazione, l’epopea di Hilali si trova di fronte allaminaccia dell’estinzione. La documentazione, la classificazione e l'archiviazione dell'epopea e delle sue sfumature artistiche sono in corso e si prevede che la sua iscrizione nella Lista del Patrimonio Culturale Immateriale dell'Umanità ne illuminerà le prospettive di sopravvivenza. L'Al-Sirah Al-Hilaliyyah somiglia al T'heydinn della Mauritania, un'altra epopea orale inclusa nella Lista del patrimonio culturale immateriale, sia come storia orale che nel materiale di partenza delle imprese della tribù Beni Hilal da cui derivano entrambi questi poemi epici.